# Ascalaphus krueperi
Ascalaphus krueperi is een insect uit de familie van de vlinderhaften (Ascalaphidae), die tot de orde netvleugeligen (Neuroptera) behoort. 
Ascalaphus krueperi is voor het eerst wetenschappelijk beschreven door Van der Weele in 1909.